# Коцељовце
Коцељовце (слч. Koceľovce) насељено је мјесто са административним статусом сеоске општине (слч. obec) у округу Рожњава, у Кошичком крају, Словачка Република.

## Становништво
| Година:    | 1994. | 2004.   | 2014.   | 2024.   |
| ---------- | ----- | ------- | ------- | ------- |
| Број људи: | 256   | 254     | 250     | 218     |
| Разлика:   |       | -0,78 % | -1,57 % | -12,8 % |

| Година:    | 2023. | 2024.   |
| ---------- | ----- | ------- |
| Број људи: | 215   | 218     |
| Разлика:   |       | +1,39 % |

Према подацима о броју становника из 2024. године насеље је имало 218 становника.